# Cedric Tylleman
Cedric Tylleman (Anversa, 12 marzo 1992) è un attore belga.